# Saint-Albain
Saint-Albain ist eine französische Gemeinde im Département Saône-et-Loire in der Region Bourgogne-Franche-Comté (vor 2016 Bourgogne). Sie gehört zum Arrondissement Mâcon und zum Kanton Hurigny (bis 2015 Lugny). Die Gemeinde hat 548 Einwohner (Stand: 1. Januar 2022), die Saint-Albinois genannt werden.

## Geografie
Saint-Albain liegt etwa 16 Kilometer nordnordöstlich des Stadtzentrums von Mâcon an der Saône, die die Gemeinde im Osten begrenzt. Umgeben wird Saint-Albain von den Nachbargemeinden Viré im Norden und Nordwesten, Fleurville im Norden und Nordosten, Reyssouze im Osten und Nordosten, Boz im Osten und Südosten, La Salle im Süden sowie Clessé im Westen.
Die Gemeinde gehört zum Weinbaugebiet Bourgogne. Durch die Gemeinde führt die Autoroute A6.

## Bevölkerungsentwicklung
| Jahr                      | 1962 | 1968 | 1975 | 1982 | 1990 | 1999 | 2006 | 2011 | 2016 |
| Einwohner                 | 380  | 434  | 387  | 422  | 406  | 435  | 527  | 534  | 502  |
| Quelle: Cassini und INSEE |      |      |      |      |      |      |      |      |      |

## Sehenswürdigkeiten
- Kirche Saint-Albain aus dem 13. Jahrhundert, seit 1929 Monument historique

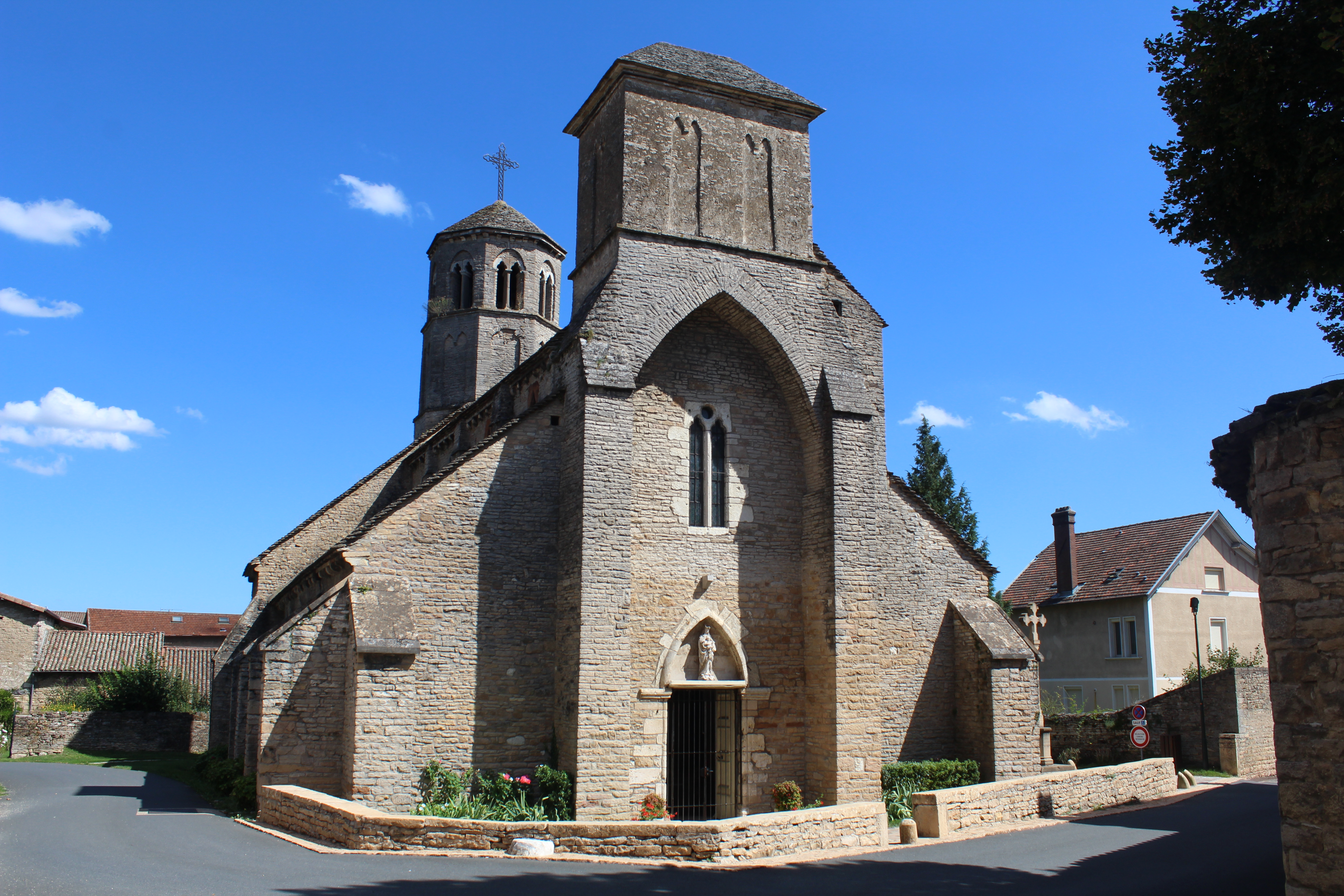
Kirche Saint-Albain

- Flussinsel von Brouard